# سیمونتون (تگزاس)
سیمونتون، تگزاس (به انگلیسی: Simonton, Texas) یک شهر در ایالات متحده آمریکا با جمعیت ۷۱۸ نفر است که در تگزاس واقع شده‌است.

## موقعیت جغرافیایی
موقعیت جغرافیایی شهرها و مناطق اطراف به شرح زیر است: